# Ubarana
Ubarana es un municipio brasileño del estado de São Paulo. La ciudad tiene una población de 5.289 habitantes (IBGE/2010). Ubarana pertenece a la Microrregión de São José do Río Preto.

## Geografía
Se localiza a una latitud 21º09'56" sur y a una longitud 49º43'03" oeste, estando a una altitud de 458 metros. 

## Demografía
Datos del Censo - 2010
Población total: 5.289
- Urbana: 4.845
- Rural: 444
- Hombres: 2.715[5]
- Mujeres: 2.574

Densidad demográfica (hab./km²): 12,16